# Stazione di Haijima

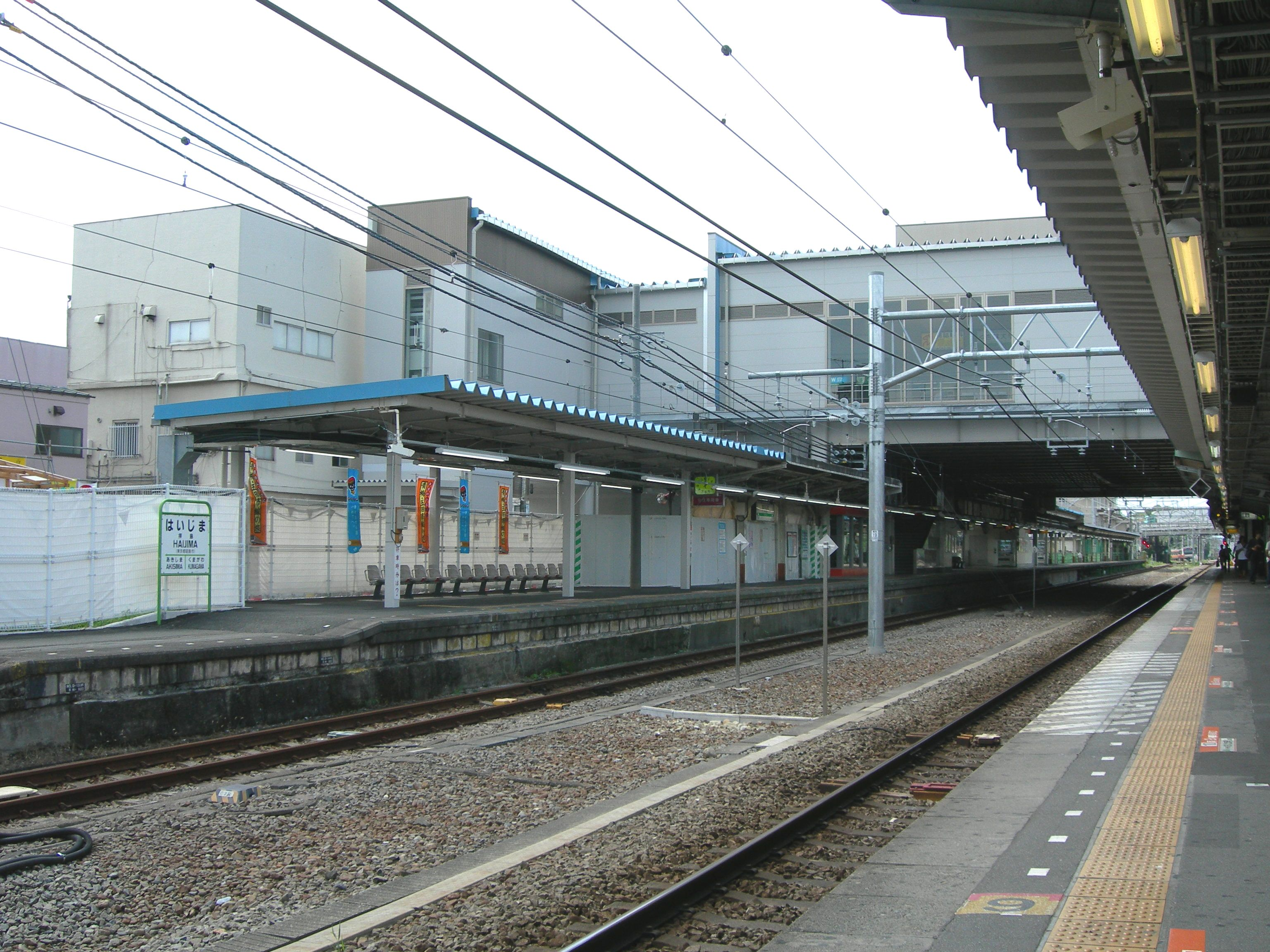
Vista dal binario 1

La stazione di Haijima (拝島駅?, Haijima-eki) è una stazione ferroviaria di interscambio all'interno dell'area metropolitana di Tokyo situata al confine fra le città di Akishima e Fussa. Essa serve le linee Ōme, Itsukaichi e Hachikō della JR East, e la linea Seibu Haijima delle ferrovie Seibu.

## Linee
JR East
■ Linea Ōme
■ Linea Itsukaichi
■ Linea Hachikō
 Ferrovie Seibu
● Linea Seibu Haijima

## Struttura
La stazione è costituita da un grande fabbricato viaggiatori che unisce le aree delle due compagnie, JR East e Seibu. Il lato sud è rivolto verso la città di Akishima, e quello nord verso Fussa.

### Stazione JR East
La stazione JR è costituita da un marciapiede laterale e due a isola, con quattro binari passanti in superficie, collegati al fabbricato viaggiatori posto sopra di essi da scale mobili, fisse e ascensori per l'accesso senza barriere architettoniche. Sono presenti tornelli automatici con supporto alla bigliettazione elettronica Suica, distributori automatici di biglietti e una biglietteria presenziata.
| 1 | ■ Linea Itsukaichi                    | per Akigawa e Musashi-Itsukaichi |
| 2 | ■ Linea Ōme                           | per Ōme e Okutama                |
| 3 | ■ Linea principale Chūō (verso Tokyo) | per Tachikawa, Shinjuku e Tokyo  |
| 4 | ■ Linea Hachikō e Kawagoe             | per Komagawa, Takasaki e Kawagoe |
| 4 | ■ Linea Hachikō                       | per Komiya e Hachiōji            |

### Stazione Seibu
La stazione Seibu è costituita da un marciapiede a isola con due binari passanti, ed è la stazione terminale della linea.
| 6-7 | ● Linea Seibu Haijima | per Seibu-Tachikawa, Hagiyama e Kodaira |

## Stazioni adiacenti
| «                   | Servizio      | »             |
| Linea Ōme           | Linea Ōme     | Linea Ōme     |
| ------------------- | ------------- | ------------- |
| Akishima            | Tutti i treni | Ushihama      |
| Tachikawa           | Ōme Liner     | Ōme           |
| Linea Itsukaichi    |               |               |
| Akishima            | Tutti i treni | Kumagawa      |
| Linea Hachikō       |               |               |
| Komiya              | Locale        | Higashi-Fussa |
| Akishima            | Ōme Tokkai    | Higashi-Fussa |
| Linea Seibu Haijima |               |               |
| Seibu-Tachikawa     | Tutti i treni | Capolinea     |